# Brenden Sander
Brenden Lee Sander (Huntington Beach, 22 dicembre 1995) è un pallavolista statunitense.

## Biografia
Figlio di Steve e Kera Sander, nasce ad Huntington Beach, in California. È il fratello minore dell'ex pallavolista Taylor Sander; ha anche una sorella di nome Britney Wardle.

## Carriera

### Club
La carriera di Brenden Sander inizia a livello giovanile nel Balboa Bay. Successivamente gioca a livello scolastico con la Huntington Beach Union HS, prendendo parte ai tornei delle scuole superiori californiane. Dopo il diploma fa parte del programma di pallavolo universitario della Brigham Young, con la quale prende parte alla NCAA Division I dal 2014 al 2017: raggiunge tre volte le fasi nazionali, disputando anche due finali per il titolo, impreziosendo le sue prestazioni con qualche riconoscimento individuale.
Nella stagione 2018-19 firma il suo primo contratto professionistico nella Superlega italiana, con la Lube: nel maggio 2019, durante le finali scudetto, ottiene la rescissione contrattuale dal suo club, per poter partecipare ai try-out della KOVO, senza tuttavia venire selezionato. Poco dopo l'inizio della stagione seguente si accasa nella Polska Liga Siatkówki con lo Czarni Radom, dove resta per un biennio.
Per il campionato 2021-22 gioca nella Qatar Volleyball League con la formazione del Qatar SC. Dopo qualche mese di inattività, torna in campo in Grecia, col Panathīnaïkos, per disputare la seconda parte della Volley League 2022-23.

### Nazionale
Fa parte della nazionale statunitense Under-21, conquistando la medaglia di bronzo al campionato nordamericano Under-21 2014 e quella d'argento alla Coppa panamericana Under-21 2015.
Nel 2018 esordisce in nazionale maggiore in occasione della Volleyball Nations League. Un anno dopo conquista la medaglia d'argento al campionato nordamericano.

## Palmarès

### Nazionale (competizioni minori)
- Campionato nordamericano Under-21 2014
- Coppa panamericana Under-21 2015

### Premi individuali
- 2016 - All-America First Team
- 2016 - NCAA Division I: University Park National All-Tournament Team
- 2017 - NCAA Division I: Columbus National All-Tournament Team
- 2018 - All-America First Team